# Miss Lonely Eyes
「Miss Lonely Eyes」（ミス・ロンリー・アイズ）は、1986オメガトライブの4枚目のシングル。1987年7月15日にバップよりリリースされた。

## 解説
- ノンタイアップの楽曲で、オリジナルアルバムには収録されていない楽曲であり、アルバムへの収録は、1989年に発売された『BEST REMIX』にリミックスバージョンで収録されたのが最初である。1991年発売の『OmegaTribe History:Good-bye OmegaTribe 1983-1991』には収録されなかった。
- シングルカセットが発売されたのは、この楽曲が初めてである。
- PVにはカルロスが出演しているが、シングルの曲でメンバーが出演した本格的なPVが製作されたのは、シングル曲としてはこの楽曲が初めてである。
- この曲は『ザ・ベストテン』では一度も披露されなかった（詳しくは、ザ・ベストテン#出演状況に変化のあった歌手の杉山清貴の項を参照）。
- カップリングの「interstate」は、1986オメガトライブのメンバー黒川照家の、シングルおよびアルバムを通して唯一のオリジナル作品である。またアルバム未収録曲であり、CDとしては2005年発売の『1986 OMEGA TRIBE CARLOS TOSHIKI&OMEGA TRIBE COMPLETE BOX "Our Graduation"』に初めて収録された。
- オリコンチャート初登場2位を獲得。同チャートでの売り上げ枚数は10.0万枚である。

## 収録曲
全作詞：売野雅勇
1. Miss Lonely Eyes
作曲：和泉常寛 / 編曲：新川博
2. interstate
作曲：黒川照家 / 編曲：船山基紀